# Herz-Mariä-Kirche (Günnigfeld)

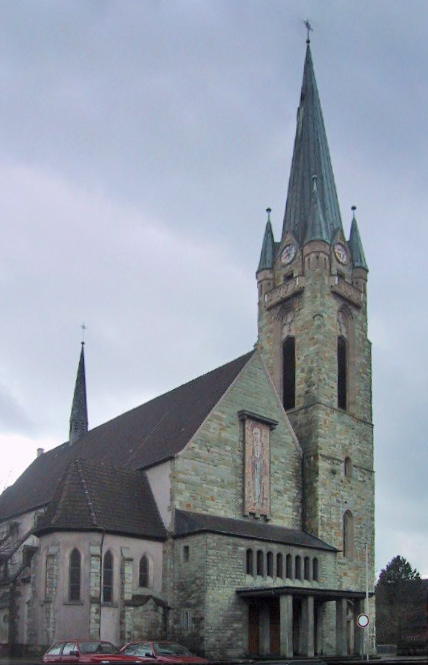
Herz-Mariä-Kirche

Die Herz-Mariä-Kirche ist eine römisch-katholische Kirche in Bochum, einer kreisfreien Großstadt in Nordrhein-Westfalen. Das nach dem Unbefleckten Herzen Mariä benannte Gotteshaus ist eine Filialkirche der Pfarrei St. Gertrud Wattenscheid im Stadtdekanat Bochum und Wattenscheid des Bistums Essen.

## Lage
Die Herz-Mariä-Kirche steht im Nordwesten von Bochum. Sie befindet sich in Günnigfeld, einem Stadtteil der ehemaligen Stadt Wattenscheid, die heute zu Bochum gehört. Das Gotteshaus steht auf dem Grundstück Kirchstraße 25, zwischen der Kirchstraße und der Martin-Lang-Straße, und ist im Rechten Winkel zur Kirchstraße ausgerichtet.

## Geschichte
Die Grundsteinlegung für die erste Kirche in Günnigfeld fand am 8. September 1895 statt, sie war von Lambert von Fisenne entworfen worden. Am 1. Januar 1903 wurde ihre Kirchengemeinde zur Pfarrei erhoben.
Nachdem sich bereits 1901 erhebliche Bergschäden an der ersten Kirche zeigten, musste die Kirche schon 1911 wieder abgerissen werden. 1909 hatten bereits Planungen für die heutige Herz-Mariä-Kirche begonnen, die ab 1911 erbaut und am 24. Juli 1912 eingeweiht wurde.
Die Kirche gehörte zunächst zum Erzbistum Paderborn und wechselte 1958 in das damals neugegründete Bistum Essen.
Nachdem die Kirche im Zweiten Weltkrieg Kriegsschäden erlitt, wurde sie von 1948 bis 1949 durch Fritz Jülkenbeck aus Bochum leicht verändert wieder aufgebaut.
Im August 2008 wurde die Pfarrei Herz Mariä aufgehoben. Heute gehört die Kirche zur Pfarrei St. Gertrud Wattenscheid, zu der neben der Herz-Mariä-Kirche in Günnigfeld auch die Wattenscheider Kirchen Herz Jesu in Sevinghausen, St. Gertrud von Brabant in Wattenscheid-Mitte, St. Johannes Baptist in Leithe, St. Joseph in Heide, St. Maria Magdalena in Höntrop, St. Maria Hilfe der Christen in Höntrop, St. Theresia vom Kinde Jesu in Eppendorf sowie die Pilgerkapelle St. Bartholomäus in Sevinghausen und die Hauskapelle des Marien-Hospitals Wattenscheid gehören. Die St.-Barbara-Kirche in Engelsburg und die St.-Nikolaus-Kirche in Westenfeld wurden geschlossen, die St.-Pius X.-Kirche in Wattenscheid-Mitte wurde zu einem Kolumbarium umgebaut. 2008 wurden auch die Dekanate Bochum-Mitte, Bochum-Ost, Bochum-Süd und Wattenscheid aufgelöst und zum heutigen Stadtdekanat Bochum und Wattenscheid zusammengelegt.

## Architektur und Ausstattung
Die Kirche entstand im Baustil der Neugotik nach Plänen des Architekten Josef Franke. Die Buntglasfenster schuf Egbert Lammers von 1960 bis 1962.